# سیب‌زمینی شیرین
سیب‌زمینی شیرین (نام علمی: Ipomoea batatas) گیاهی گلدار متعلق به خانواده پیچکیاناست. داشتن، نشاسته بالا، مزه شیرین آن را به یک سیب زمینی ریشه‌ای مهم تبدیل کرده‌است. برگ‌های آن گاهی به عنوان سبزی خورده می‌شود. با اینکه خانواده آن‌ها دارای ۵۰ سرده و ۱٬۰۰۰ گونه است اما مهمترین و کاربردی‌ترین گونه آن همین سیب‌زمینی شیرین است و بقیه گونه‌ها یا به‌طور محلی استفاده می‌شوند یا سمی هستند.
سیب‌زمینی شیرین رابطه دوری با سیب‌زمینی دارد.

## تولید
| تولید (میلیون تن) ۲۰۰۹ | تولید (میلیون تن) ۲۰۰۹ |
| ---------------------- | ---------------------- |
| چین                    | ۸۰٫۵                   |
| نیجریه                 | ۳٫۳                    |
| اوگاندا                | ۲٫۷                    |
| اندونزی                | ۱٫۸۸                   |
| ویتنام                 | ۱٫۳۲                   |
| تانزانیا               | ۱٫۳۱                   |
| هند                    | ۱٫۱                    |
| ژاپن                   | ۱٫۰                    |
| جهان                   | ۱۰۶٫۵                  |

## ارزش غذایی
|                            | پروتئین | پروتئین | ویتامین‌ها | ویتامین‌ها | ویتامین‌ها | ویتامین‌ها | ویتامین‌ها | ویتامین‌ها | ویتامین‌ها | ویتامین‌ها | ویتامین‌ها | ویتامین‌ها | ویتامین‌ها | ویتامین‌ها | ویتامین‌ها | کانی‌ها (مواد معدنی) | کانی‌ها (مواد معدنی) | کانی‌ها (مواد معدنی) | کانی‌ها (مواد معدنی) | کانی‌ها (مواد معدنی) | کانی‌ها (مواد معدنی) | کانی‌ها (مواد معدنی) | کانی‌ها (مواد معدنی) | کانی‌ها (مواد معدنی) | کانی‌ها (مواد معدنی) |
| غذا                        | درصد DV | Q       | A         | B1        | B2        | B3        | B5        | B6        | B9        | B12       | Ch.       | C         | D         | E         | K         | Ca                  | Fe                  | Mg                  | P                   | K                   | Na                  | Zn                  | Cu                  | Mn                  | Se                  |
| درصد کاهش ارزش بر اثر پختن |         |         | ۱۰        | ۳۰        | ۲۰        | ۲۵        |           | ۲۵        | ۳۵        | ۰         | ۰         | ۳۰        |           |           |           | ۱۰                  | ۱۵                  | ۲۰                  | ۱۰                  | ۲۰                  | ۵                   | ۱۰                  | ۲۵                  |                     |                     |
| -------------------------- | ------- | ------- | --------- | --------- | --------- | --------- | --------- | --------- | --------- | --------- | --------- | --------- | --------- | --------- | --------- | ------------------- | ------------------- | ------------------- | ------------------- | ------------------- | ------------------- | ------------------- | ------------------- | ------------------- | ------------------- |
| ذرت                        | ۲۰      | ۵۵      | ۱         | ۱۳        | ۴         | ۱۶        | ۴         | ۱۹        | ۱۹        | ۰         | ۰         | ۰         | ۰         | ۰         | ۱         | ۱                   | ۱۱                  | ۳۱                  | ۳۴                  | ۱۵                  | ۱                   | ۲۰                  | ۱۰                  | ۴۲                  | ۰                   |
| برنج                       | ۱۴      | ۷۱      | ۰         | ۱۲        | ۳         | ۱۱        | ۲۰        | ۵         | ۲         | ۰         | ۰         | ۰         | ۰         | ۰         | ۰         | ۱                   | ۹                   | ۶                   | ۷                   | ۲                   | ۰                   | ۸                   | ۹                   | ۴۹                  | ۲۲                  |
| گندم                       | ۲۷      | ۵۱      | ۰         | ۲۸        | ۷         | ۳۴        | ۱۹        | ۲۱        | ۱۱        | ۰         | ۰         | ۰         | ۰         | ۰         | ۰         | ۳                   | ۲۰                  | ۳۶                  | ۵۱                  | ۱۲                  | ۰                   | ۲۸                  | ۲۸                  | ۱۵۱                 | ۱۲۸                 |
| دانه سویا                  | ۷۳      | ۱۳۲     | ۰         | ۵۸        | ۵۱        | ۸         | ۸         | ۱۹        | ۹۴        | ۰         | ۲۴        | ۱۰        | ۰         | ۴         | ۵۹        | ۲۸                  | ۸۷                  | ۷۰                  | ۷۰                  | ۵۱                  | ۰                   | ۳۳                  | ۸۳                  | ۱۲۶                 | ۲۵                  |
| نخود کفتری                 | ۴۳      | ۹۱      | ۱         | ۴۳        | ۱۱        | ۱۵        | ۱۳        | ۱۳        | ۱۱۴       | ۰         | ۰         | ۰         | ۰         | ۰         | ۰         | ۱۳                  | ۲۹                  | ۴۶                  | ۳۷                  | ۴۰                  | ۱                   | ۱۸                  | ۵۳                  | ۹۰                  | ۱۲                  |
| سیب‌زمینی                   | ۴       | ۱۱۲     | ۰         | ۵         | ۲         | ۵         | ۳         | ۱۵        | ۴         | ۰         | ۰         | ۳۳        | ۰         | ۰         | ۲         | ۱                   | ۴                   | ۶                   | ۶                   | ۱۲                  | ۰                   | ۲                   | ۵                   | ۸                   | ۰                   |
| سیب‌زمینی شیرین             | ۳       | ۸۲      | ۲۸۴       | ۵         | ۴         | ۳         | ۸         | ۱۰        | ۳         | ۰         | ۰         | ۴         | ۰         | ۱         | ۲         | ۳                   | ۳                   | ۶                   | ۵                   | ۱۰                  | ۲                   | ۲                   | ۸                   | ۱۳                  | ۱                   |
| اسفناج                     | ۶       | ۱۱۹     | ۱۸۸       | ۵         | ۱۱        | ۴         | ۱         | ۱۰        | ۴۹        | ۰         | ۴٫۵       | ۴۷        | ۰         | ۱۰        | ۶۰۴       | ۱۰                  | ۱۵                  | ۲۰                  | ۵                   | ۱۶                  | ۳                   | ۴                   | ۶                   | ۴۵                  | ۱                   |
| شوید                       | ۷       | ۳۲      | ۱۵۴       | ۴         | ۱۷        | ۸         | ۴         | ۹         | ۳۸        | ۰         | ۰         | ۱۴۲       | ۰         | ۰         | ۰         | ۲۱                  | ۳۷                  | ۱۴                  | ۷                   | ۲۱                  | ۳                   | ۶                   | ۷                   | ۶۳                  | ۰                   |
| هویج‌ها                     | ۲       |         | ۳۳۴       | ۴         | ۳         | ۵         | ۳         | ۷         | ۵         | ۰         | ۰         | ۱۰        | ۰         | ۳         | ۱۶        | ۳                   | ۲                   | ۳                   | ۴                   | ۹                   | ۳                   | ۲                   | ۲                   | ۷                   | ۰                   |
| گوآوا یا زیتون محلی        | ۵       | ۲۴      | ۱۲        | ۴         | ۲         | ۵         | ۵         | ۶         | ۱۲        | ۰         | ۰         | ۳۸۱       | ۰         | ۴         | ۳         | ۲                   | ۱                   | ۵                   | ۴                   | ۱۲                  | ۰                   | ۲                   | ۱۱                  | ۸                   | ۱                   |
| پاپایا                     | ۱       | ۷       | ۲۲        | ۲         | ۲         | ۲         | ۲         | ۱         | ۱۰        | ۰         | ۰         | ۱۰۳       | ۰         | ۴         | ۳         | ۲                   | ۱                   | ۲                   | ۱                   | ۷                   | ۰                   | ۰                   | ۱                   | ۱                   | ۱                   |
| کدو تنبل                   | ۲       | ۵۶      | ۱۸۴       | ۳         | ۶         | ۳         | ۳         | ۳         | ۴         | ۰         | ۰         | ۱۵        | ۰         | ۵         | ۱         | ۲                   | ۴                   | ۳                   | ۴                   | ۱۰                  | ۰                   | ۲                   | ۶                   | ۶                   | ۰                   |
| روغن آفتابگردان            | ۰       |         | ۰         | ۰         | ۰         | ۰         | ۰         | ۰         | ۰         | ۰         | ۰         | ۰         | ۰         | ۲۰۵       | ۷         | ۰                   | ۰                   | ۰                   | ۰                   | ۰                   | ۰                   | ۰                   | ۰                   | ۰                   | ۰                   |
| تخم‌مرغ                     | ۲۵      | ۱۳۶     | ۱۰        | ۵         | ۲۸        | ۰         | ۱۴        | ۷         | ۱۲        | ۲۲        | ۴۵        | ۰         | ۹         | ۵         | ۰         | ۵                   | ۱۰                  | ۳                   | ۱۹                  | ۴                   | ۶                   | ۷                   | ۵                   | ۲                   | ۴۵                  |
| شیر                        | ۶       | ۱۳۸     | ۲         | ۳         | ۱۱        | ۱         | ۴         | ۲         | ۱         | ۷         | ۲٫۶       | ۰         | ۰         | ۰         | ۰         | ۱۱                  | ۰                   | ۲                   | ۹                   | ۴                   | ۲                   | ۳                   | ۱                   | ۰                   | ۵                   |

درصد کاهش ارزش بر اثر پختن : حداکثر کاهش درصدی ارزش‌های غذایی به دلیل جوشیدن بدون در نظر گرفتن گروه گیاه‌خواری حاوی شیر و تخم مرغ (ovo-lacto-vegetables group).